# Kwadendamme
Kwadendamme es una localidad del municipio de Borsele, en la provincia de Zelanda (Países Bajos). Está situada unos 20 km al este de Middelburg. El 1 de enero de 2010 contaba con 952 habitantes.
- Datos: Q1868707
- Multimedia: Kwadendamme / Q1868707